# The J. Geils Band

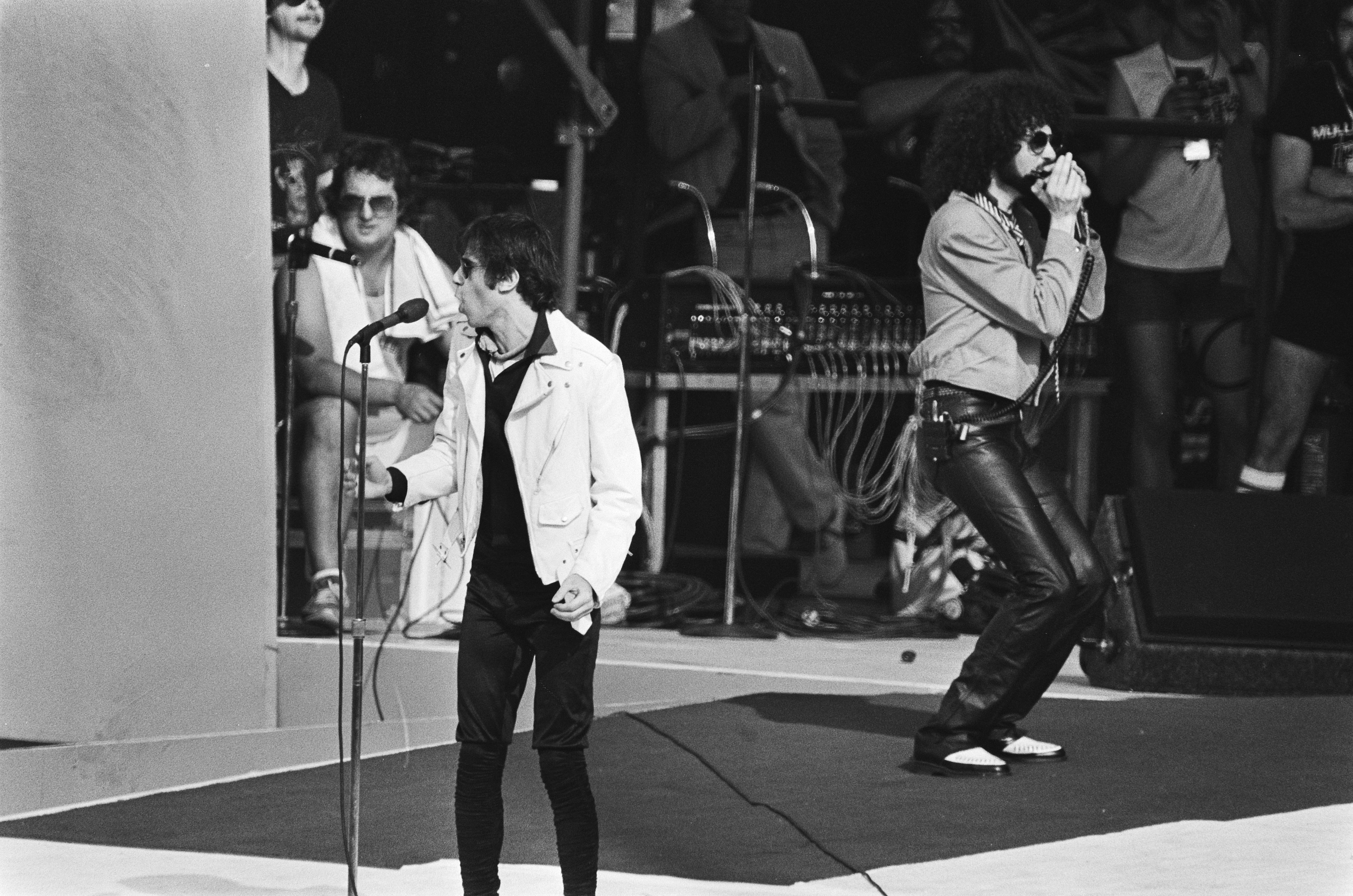
The J. Geils Band (1982)

The J. Geils Band — американський рок-гурт, утворений 1967 року у Ворсестері (Worcester) як тріо The J.Geils Blues Band у складі: Джей Джейлс (The J.Geils), справжнє ім'я Джером Джейлс (Jerome Geils Jr.), 20.02.1946, Нью-Йорк, США — гітара; Меджік Дік (Magic Dick), справжнє ім'я Річард Селвіц (Richard Salwitz), 13.05.1945, Нью-Лондон, Коннектикут, США — гармоніка та Даніель Кляйн (Daniel Klein), 13.05.1946, Нью-Йорк, США — бас, ударні.
1967 року тріо перебралось до Бостона, скоротило назву до The J.Geils Band, а також поширило склад шляхом Пітера Волфа (Peter Wolf), справжнє ім'я Пітер Бленкфілд (Peter Blankfield), 7.03.1946, Нью-Йорк, США — вокал, Сета Джастмена (Setha Justman), 27.01.1951, Вашингтон, США — клавішні, вокал та Стівена Джо Бладда (Stephen Jo Bladda), 13.07.1942, Бостон, США — ударні, вокал.
На перших двох альбомах формація запропонувала суворий, гострий ритм-енд-блюз, який порівнювали з творчістю Butterfield Blues Band. Досконало зроблені версії творів Альберта Коллінза, Отіса Раша та Джона Лі Хукера, були головним доводом музичних здібностей учасників гурту. До того ж маючи в особі Волфа яскравого, динамічного фронтмена, гурту швидко вдалося завоювати звання видовищної формації. Виданий 1973 року у США альбом «Bloodshot» здобув статус «золотої платівки», забезпечивши гурту нових прихильників. Проте помічена на ньому артистична стагнація музикантів виявила себе ще більше в наступних роботах. Приємним винятком виявився лонгплей «Monkey island», під час роботи над яким Волфу, Джейнсу та Меджік Діну вдалось відшукати запал та динаміку, що добре були відомі за двома першими альбомами.
Наприкінці 1970-х музиканти перебрались з фірми «Atantic» до «EMI», a 1982 року здобули великий успіх, записуючи чуттєвий твір «Centrefold». Однак, залишивши своє блюзове коріння, учасники J.Geils Band так остаточно і не вирішили, яку музичну течію їм обрати. Загострив це ще й вихід 1983 року зі складу гурту Волфа, який вирішив зайнятися сольною діяльністю. Він залишив гурт під час студійної сесії до альбому «You're Getting Even, While I'm Getting Old», тому його колегам довелось доробляти лонгплей без нього.
1985 року J.Geils Band востаннє потрапили до американського чарту (лише на дев'яносто перше місце) разом з композицією «Fright Night», що походила з однойменного фільму, і того ж року гурт вирішив припинити діяльність. Після розпаду його учасники зайнялись різними сольними проєктами, а 1992 року Джей Джейлс разом з Меджіком Діком та акомпануючими музикантами зіграли спільний концерт під назвою «Magic Dick/ J.Geils Blue Time».

## Дискографія
- 1971: The J.Geils Band
- 1971: The Morning After
- 1972: Live — Full House
- 1973: Bloodshot
- 1974: Ladies Invited
- 1974: Nightmares …& Other Takes From The Vinyl Jungle
- 1975: Hotline
- 1976: Blow Your Face Out
- 1977: Monkey Island (як Geils)
- 1978: Sanctuary
- 1979: The Best Of The J.Geils Band. Volume 1
- 1980: Love Stinks
- 1980: The Best Of The J.Geils Band. Volume 2
- 1981: Freeze — Frame
- 1982: Showtime!
- 1984: You're Getting Even While I'm Getting Old
- 1985: Flashback — The Best Of The J.Geils Band
- 1993: The J.Geils Band Anthology: A House

### Пітер Волф
- 1984: Lights Out
- 1987: Come As You Are
- 1990: Up To No Good